# Derivados da madeira

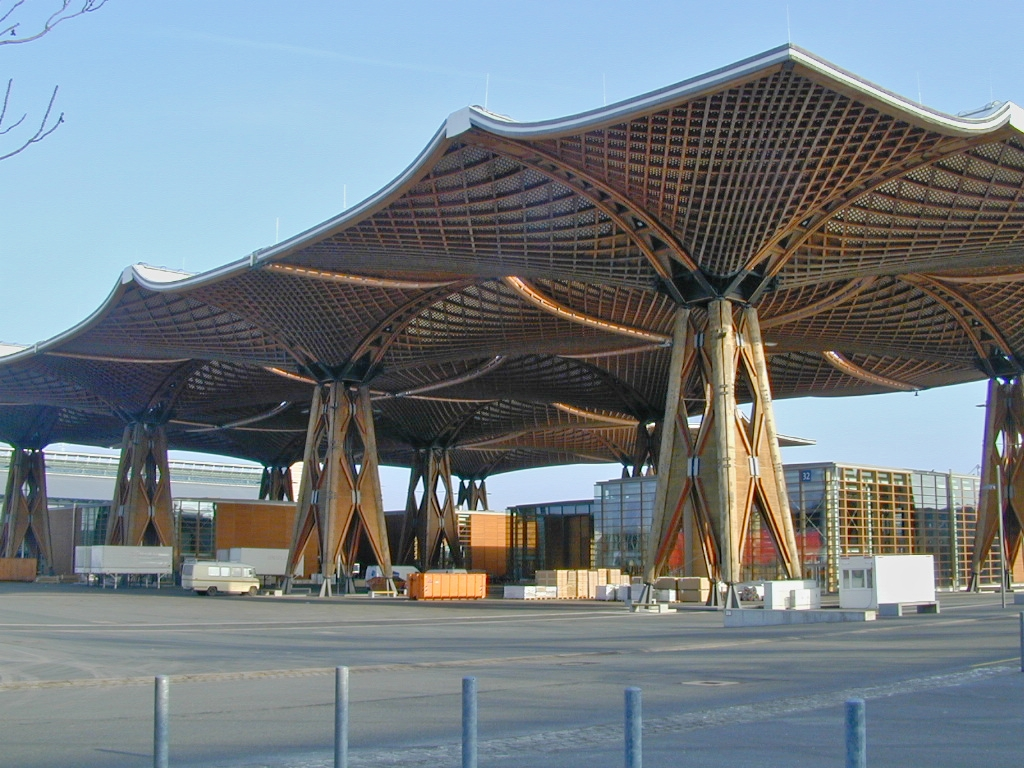
Telhado de madeira construído para a Expo 2000, em Hanôver

Os derivados da madeira são produtos que se obtêm da madeira, e pretendem colmatar as limitações desse material, bem como adaptar a madeira e a mais usos específicos.

## Laminado colado
O material designado por laminado colado é obtido por colagem de pranchas (ou lâminas) de madeira sobrepostas e topo a topo, de modo a formar uma peça de maiores dimensões e com melhores propriedades mecânicas (maior resistência). Outra vantagem dos laminados colados face à madeira maciça é a possibilidade de construir peças de eixo curvo e de secção variável ao longo do comprimento.
A colagem é feita através de resinas à base de formaldeído.

## Compensado laminado
O material designado por compensado laminado é obtido por colagem de lâminas finas de madeira sobrepostas, em número ímpar e formando 90º entre si, fixadas através de resinas e outros aditivos.
Os materiais característicos deste grupo são:
- contraplacado

## Placas de partículas de madeira
As placas de partículas de madeira são obtidas por aglomeração de partículas de madeira com resinas e outros aditivos.
Os materiais característicos deste grupo são:
- Aglomerado de partículas
- OSB

## Carvão vegetal, alcatrão e ácido pirolenhoso
É obtido pela queima lenta da madeira em fornos, com pouca entrada de ar, ou da madeira aquecida no forno sem entrada de ar, neste caso aquecido externamente. O produto sólido é o carvão vegetal, usado em churrasqueiras e algumas siderúrgicas por queimar com menos fumaça. Da fumaça se separam a parte condensável, o ácido pirolenhoso, constituído de mais de 200 substâncias diferentes, composto principalmente de levoglicosídio ("levoglucosan")(~50%), ácido acético(10-15%) e metanol(~5%). Um dos usos do ácido é como um pesticida de menor agressividade que as fórmulas comerciais. A parte em suspensão na fumaça e parte da condensada a temperatura mais alta forma o alcatrão, que contém hidrocarbonetos aromáticos.

## Assoalhos, piso de madeira e deck
Os assoalhos e decks de madeira necessitam acabamento depois de instalados, já o piso de madeira possui outras características: Piso de Madeira Maciça é, como os assoalhos, constituído de tábuas, porém mais curtas. Com encaixe (macho e fêmea) nos quatro lados da peça que chegam à sua obra pré-acabados de fábrica com oito camadas de verniz de óxido de alumínio de alta resistência. Não necessitam de raspagem ou acabamentos.
De instalação muito mais rápida, são fabricados em comprimentos aleatórios (random-lenght) que proporcionam um melhor aproveitamento da matéria-prima (madeira nobre) e ainda deixam um visual moderno. Também possuem um conforto térmico propiciando uma agradável sensação ao usuário.
Utilizados normalmente para forrar áreas. Os tipos de madeira mais comuns utilizados para sua fabricação são: Ipê, Jatobá, Cumaru, Garapeira, Muracatiara e Peroba-Mica.
não são arvores mas partes conjuntas de todas elas.

## Madeira composta - WPC Wood Plastic Composites
A indústria madeireira hoje tem a oportunidade em ingressar no segmento petroquímico. Tudo isso através da inovação tecnológica conquistada pelas indústrias de extrusão. A tecnologia é de origem européia e apresenta grande respaldo na produção de máquinas de processamento de materiais termoplásticos, ela permite desenvolver formulações de compostos de madeira com plástico que é clamada internacionalmente de composto termoplástico com madeira (WPC – Wood Plastic Composites). O processo de fabricação deste composto é a extrusão que consta na fundição do material termoplástico com a serragem de madeira através de uma rosca sem fim, sendo o material moldado por uma matriz em sua extremidade.